# マリア・ド・カルモ・ジェロニモ
マリア・ド・カルモ・ジェロニモ（Maria do Carmo Gerônimo、1871年3月5日? - 2000年6月14日）は、ブラジル・ミナスジェライス州イタジュバに在住していた長寿の女性。世界最高齢であると主張していたが、出生記録と当時の民事文書が存在しないためギネス世界記録には認定されていない。

## 略歴
カンパーニャで発行された文書によると、1871年3月5日にミナスジェライス州カルモ・デ・ミナスに生まれ、16日後にバプテスマを受けた、となっている。イサベル・ド・ブラジルが1888年に黄金の法律に署名するまでの17年間は奴隷として暮らした。兄弟や家族も悲惨な運命を辿っており、兄弟の一人は子供の頃に馬で頭を蹴られて殺され、別の2人は他のプランテーションに移動させられた後、二度と会うことはなかった。黄金の法律が可決されてからは、ミナスジェライス州の歴史家のもとでメイドとして働いたが、60年後にその歴史家が死去した。
1995年、ズンビ・ドス・パルマーレスのセンテナリアンメダルを受賞した際、海を見たいという夢を叶えるために当時のリオデジャネイロ市長セザール・マイアとリオデジャネイロに旅行に行った。生年が正しければ当時124歳ということになる。1997年10月5日にもヨハネ・パウロ2世の行ったミサに出向いたという。
2000年6月14日、脳卒中により129歳101日で死去。